# Pere Domènech i Roura
Pere Domenech y Roura (Barcelona, 22 de enero de 1881 - Lérida, 8 de mayo de 1962) fue un arquitecto modernista español.

## Biografía
Nació el 22 de enero de 1881 en Barcelona, España.
Fue hijo del arquitecto modernista Lluís Domènech i Montaner.
Acabó los estudios de arquitectura el 23 de febrero de 1907.
Fue catedrático en la Escuela de Arquitectura de Barcelona, desde 1920 hasta 1950.
Fue simpatizante del modernismo catalán, como su padre.
Falleció el 8 de mayo de 1962 en Lérida, España. 

## Carrera
Sus primeras obras se encuentran en Canet de Mar.

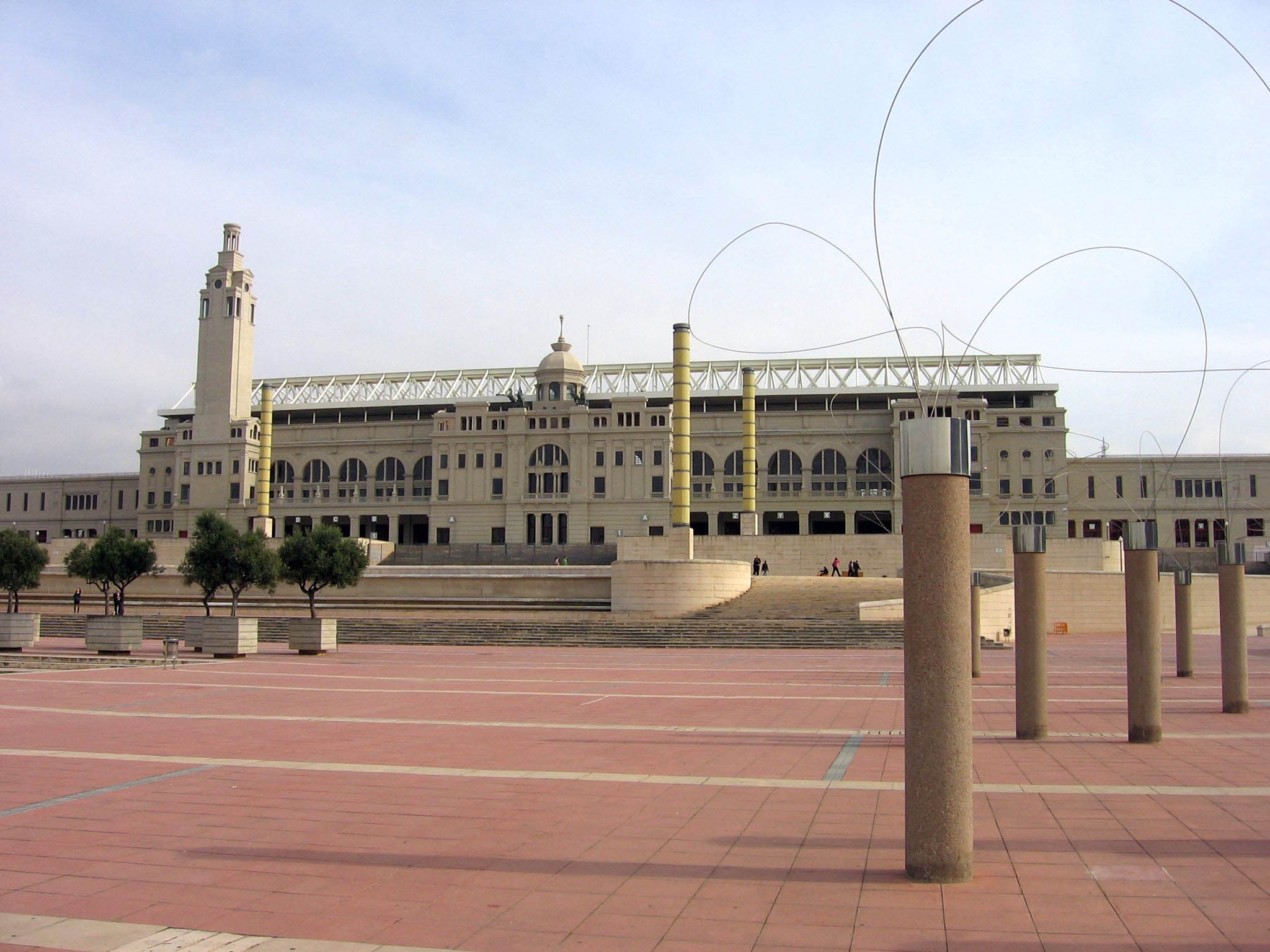
Estadio Olímpico de Barcelona.

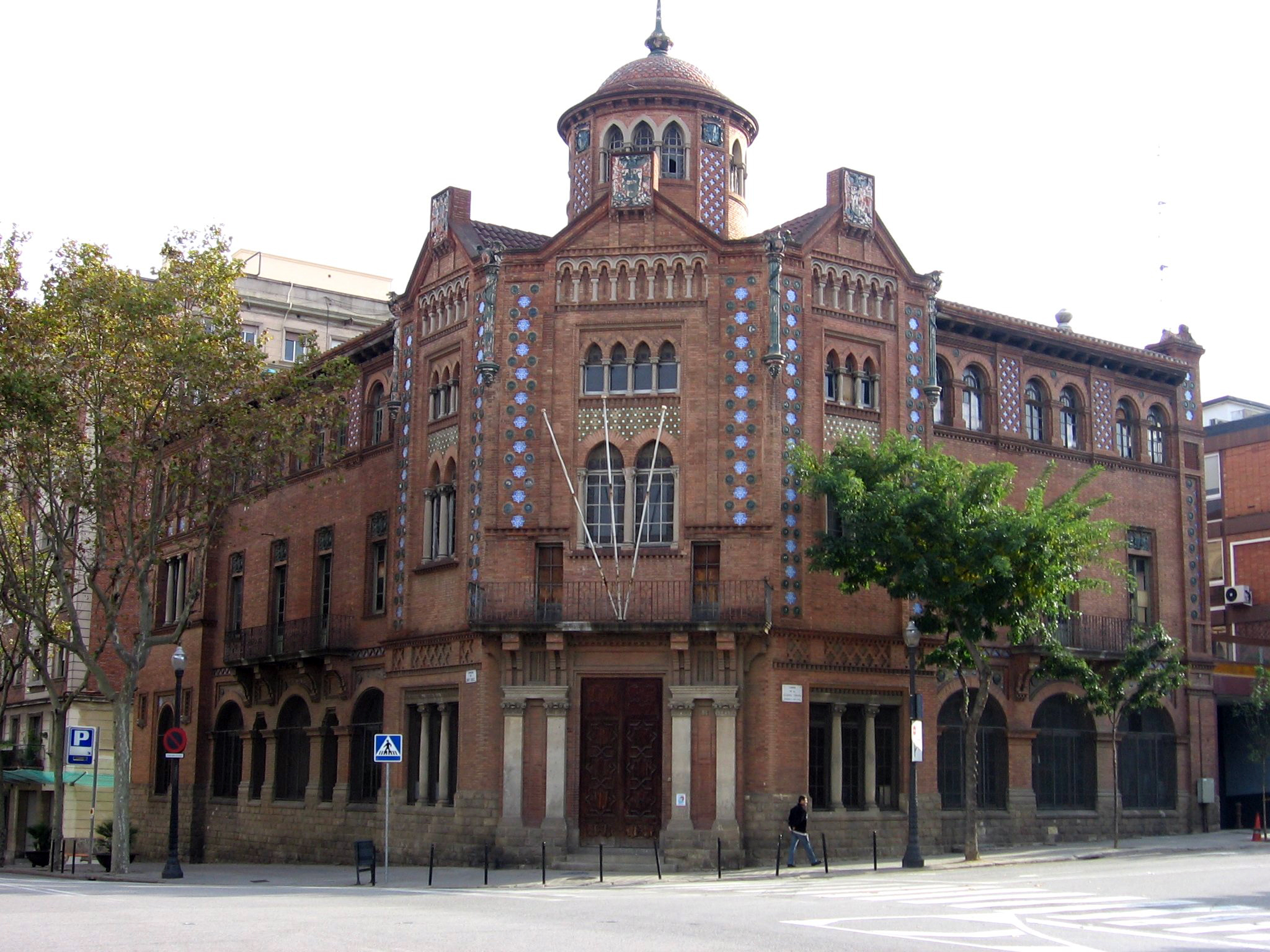
Palacio de la Prensa, actual sede de la Guardia Urbana de Barcelona.

Autor del Estadio Olímpico de Barcelona para la Exposición Internacional de 1929, acontecimiento para el que construyó además el Palacio de la Prensa y colaboró en la edificación del Palacio Nacional.
Otra obra destacada es la bodega de la Espluga de Francolí, que fue calificada como la Catedral del vino por Ángel Guimerá, nombre que se ha extendido al conjunto de edificios para el desarrollo del movimiento cooperativo agrícola promovido por la Mancomunidad de Cataluña, junto con el también arquitecto César Martinell y otros.
Realizó también los edificios de Santa Victoria, San Manuel, la Asunción y San Federico del Hospital de San Pablo a la muerte de su padre en 1923.